# Имир
Вижте пояснителната страница за други значения на Имир.
Имир (Ymir), известен и като Аургелмир (Aurgelmir) е леден великан в скандинавската митология, първото живо същество, появило се в изначалната бездна Гинунгагап и основна фигура в скандинавския мит за сътворението на света.

## Митология
Според мита Имир се ражда от вледенените от Нифлхайм води на реките Еливагар при приближаването им до горещината на страната на огъня Муспелхайм. При срещата на леда с горещината от Муспелхайм, той започва да се топи; искрите излитащи от страната на огъня се смесват с топящия се лед и му вдъхват живот и така се появява Имир. От този топящ се лед по-късно се появява и гигантската крава Аудумла, от чието виме изтичат четири реки мляко, с което се храни великанът.
Имир е родоначалник на ледените великани, т. нар. хримтурси (а чрез тях и на йотуните). Според легендата докато спи, по тялото на Имир избива пот от топлината и от тази пот се раждат мъж и жена, а от краката му – шестглавия великан Трудгелмир.
Митовете представят Имир като жесток и своенравен и затова когато по-късно се появяват Один, Вили и Ве, синове на хримтурсите Бор и Бестла, те решават да го убият и да вземат властта му. Когато го убиват, от раните на Имир изтича толкова много кръв, че всички ледени великани се издавят, с изключение на внукът му Бергелмир и неговата съпруга. Те двамата стават родоначалници на новото поколение великани в скандинавската митология, т. нар. йотуни.
След убийството на Имир, Один, Вили и Ве използват тялото му, за да създадат света. От кръвта на Имир те правят реките, от плътта – сушата; здравите му кости стават планините, а натрошените кости, зъбите и челюстите – скалите и камъните. От черепа на Имир правят небето, като го поставят така, че четирите му края да достигат краищата на земята и под всеки край поставят по едно джудже. Имената на джуджетата са Нордри (Север), Судри (Юг), Вестри (Запад) и Аустри (Изток). Облаците по небето са създадени от мозъка на Имир, а за направата на небесните светила и звездите, тримата братя използвали въглени и искри от Муспелхайм. Веждите на Имир са използвани, за да се огради новосъздадената суша Мидгард (Средна земя) и да се изолира тя от вредното влияние на страната на великаните Йотунхайм. От червеите, пъплещи по мъртвото тяло на великана, тримата братя създават джуджетата (т. нар. цверги), известни и като гноми или черни елфи (в скандинавската митология – алви), както и светлите елфи. На джуджетата е дадена във владение подземната страна Сварталвсхайм (Страна на черните елфи), а на светлите елфи, населяващи въздуха, – страната Льосалвсхайм (Страна на светлите елфи).
Скандинавският мит за сътворението на света от тялото на митично същество не е изолирано явление. Сходни мотиви се срещат в митове от древноиндийската митология (митът за Пуруша), китайската митология (Пан гу), шумеро-акадската митология (Тиамат), ацтекската митология (Сипактли) и др.